# UES Futsal
UES Futsal – salwadorski klub futsalowy z siedzibą w mieście San Salvador, obecnie występuje w najwyższej klasie Salwadoru. Jest sekcją piłkarska w klubie sportowym CD Universidad de El Salvador. W 2014 uczestniczył w rozgrywkach Klubowych Mistrzostw CONCACAF w futsalu.

## Sukcesy
- Mistrzostwo Salwadoru: 2013